# Aurești
Aurești – wieś w Rumunii, w okręgu Vâlcea, w gminie Orlești. W 2011 roku liczyła 316 mieszkańców.